# Alocasia pyrospatha
Alocasia pyrospatha är en kallaväxtart som beskrevs av Alistair Hay. Alocasia pyrospatha ingår i släktet Alocasia och familjen kallaväxter. Inga underarter finns listade.